# György Ránki
György Ránki (født 30. oktober 1907 i Budapest, Ungarn, død 22. maj 1992) var en ungarsk komponist, pianist og dirigent.
Ránki studerede komposition på Musikkonservatoriet i Budapest hos Zoltán Kodály og ungarsk folkemusik på Etnografisk Museum i Budapest hos László Lajtha. Han levede i London og Paris,  hvor han studerede asiatisk folkemusik.
Ranki har skrevet 2 symfonier, orkesterværker, kammermusik, operaer, balletmusik, korværker, vokalmusik etc. 
I sin tid i Ungarn, dirigerede han også Ungarsk Radioorkester.

## Udvalgte værker
- Symfoni nr. 1 (1977) - for orkester
- Symfoni nr. 2 (?) - for orkester